# Kanton Massat
Kanton Massat (francouzsky Canton de Massat) je francouzský kanton v departementu Ariège v regionu Midi-Pyrénées. Tvoří ho šest obcí.

## Obce kantonu
- Aleu
- Biert
- Boussenac
- Massat
- Le Port
- Soulan